# Wadi l-Faw
El Wadi l-Faw és un riu i vall del centre de l'Aràbia Saudita a uns 70 km al sud del Wadi l-Dawasir, a la proximitat del Djabal Tuwayk. El uadi és generalment sec però quan alguna vegada porta aigua després de pluges, corre cap al nord i desaigua al Wadi l-Dawasir. A la part sud de la vall del Wadii l-Faw es troben tres pous que són les restes de l'antiga vila de Karyat al-Faw deshabitada des de fa segles i de la que només queden ruïnes de cases i tombes que en la part visible remunten fins al segle ii. Per les troballes arqueològiques es creu que era una estació avançada dels sabeus.